# 科林伍德鎮區 (明尼蘇達州米克縣)
科林伍德鎮區（英語：Collinwood Township）是位於美國明尼蘇達州米克縣的一個行政鎮區。

## 地方資料
科林伍德鎮區的面積為93.40平方千米，當中陸地面積為80.73平方千米，而水域面積為12.67平方千米。根據2020年美國人口普查的數據，當地共有人口1195人，而人口密度為每平方千米12.79人。